# Дорстенія
Дорстенія (Dorstenia) — рід рослин родини шовковицеві.

## Класифікація
Названий на честь німецького ботаніка Теодора Дорста. Всі 117 видів багаторічників виростають в тропічному поясі Землі. У роду є як трав'янисті рослини, так сукуленти.

## Опис
Висота цих сукулентів рідко перевищує 10 см. Серед дорстеній тільки Dorstenia gigas виростає на 1 м висоти. У одних видів потовщене стебло, у інших — бульбоподібне кореневище. Трав'янисті дорстенії відрізняються короткими надземними пагонами і великими листками на довгих черешках. Перші селяться поблизу водойм в густій тіні дерев, другі вподобали ущелини скель.
До числа характеристик, спільних для всіх представників роду, відноситься токсичність молочного соку. Крім того, дорстені славляться оригінальними суцвіттями — гіпантодіями. У кожного виду форма своя — округла, овальна, трикутна або квадратна. Майже у всіх є подовжені, що нагадують щупальця приквітки. Плоске квітколоже суцільно покрито дрібними квітками — крихітні жіночі бутони оточені щільним кільцем трохи більших чоловічих. Статева приналежність не впливає на забарвлення квітів, є види з однорідно зеленими, помаранчевими, коричневими, ліловими суцвіттями.
Одні дорстенії запилюються самі, інші вітром, третім потрібна допомога комах. У встановленій природою термін з'являються плоди. До цього часу нижні тканини суцвіття набухають і виконують функції катапульти. Дозріле насіння розлітається на кілька метрів від материнської рослини, де проростають.

## Практичне використання
У культурі найчастіше вирощують вид — Dorstenia foetida, рідше Dorstenia gigas, Dorstenia gypsophila, Dorstenia hildebrandtii, Dorstenia lavrani, Dorstenia ellenbeckiana.

### Вирощування
Дорстенія — приваблива і невибаглива рослина, невеликого розміру, що дозволяє мати колекцію рослин цього виду на підвіконні.
Всім дорстеніям потрібні неглибокі і неширокі горщики, що мають отвори у днищі та дренажний шар. Під дренажний шар слід відвести не менше третини обсягу горщика. У субстрат необхідно додати перліт або вермикуліт.

### Розмноження
Розмножують дорстенії насінням та живцями шляхом весняного відділення частини стебла. Гілку слід промити, позбутися всього листя, підсушити і помістити в субстрат під скло. Утримувати до вкорінення слід при температурі + 21-30 °C. Однак треба враховувати, що рани на батьківській рослині заживають дуже довго.
Насіння поміщають на стерилізуючу ґрунтосуміш поверхню, трохи припорошив субстратом. Після обприскування накривають склом або поліетиленом. Ємність переносять на світле місце, захищене від прямих сонячних променів. Оптимальна температура повітря — в межах + 21-26 °C. Проростають насіння протягом 1-2 місяців, іноді довше. При появі листочків сіянці пікірують.
Молоді рослини легко переносять весняну пересадку, що дозволяє проводити процедуру щорічно. Дорослим потрібно багато часу для відновлення. Рекомендується не виймати кущик з горщика, а тільки замінити верхній шар ґрунту.

### Можливі труднощі
Дорстенія розкидає насіння. Вони можуть потрапити в сусідні горщики, а проростаючи, стати не завжди бажаними сусідами інших рослин. Рекомендується надіти на суцвіття марлевий чохол або паперовий пакетик. Після 3-4-тижневого дозрівання насіння готове до висаджування.

#### Хвороби і шкідники
Гнилі, борошнистий червець, павутинний кліщ.

## Галерея

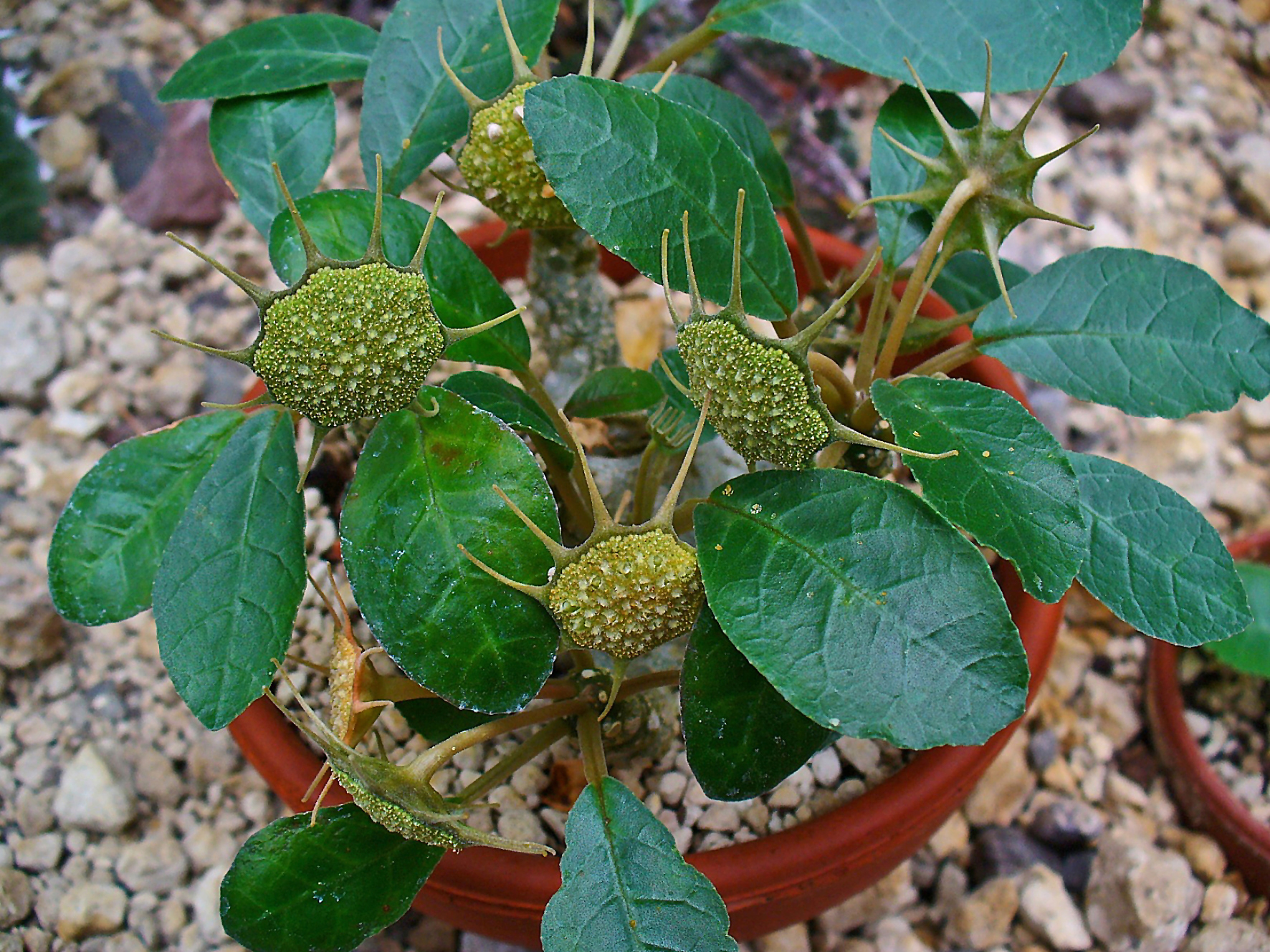
Dorstenia foetida
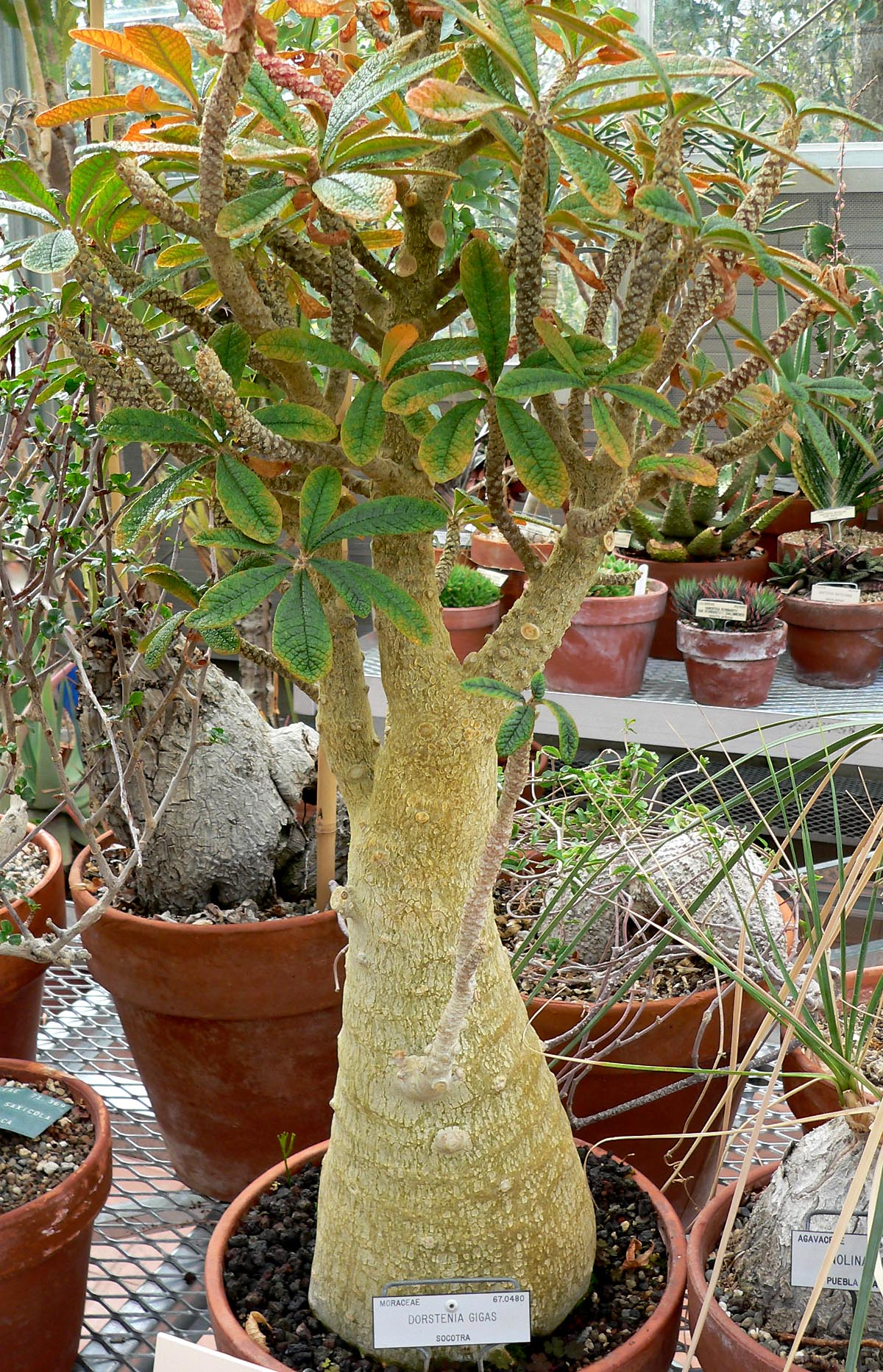
Dorstenia gigas
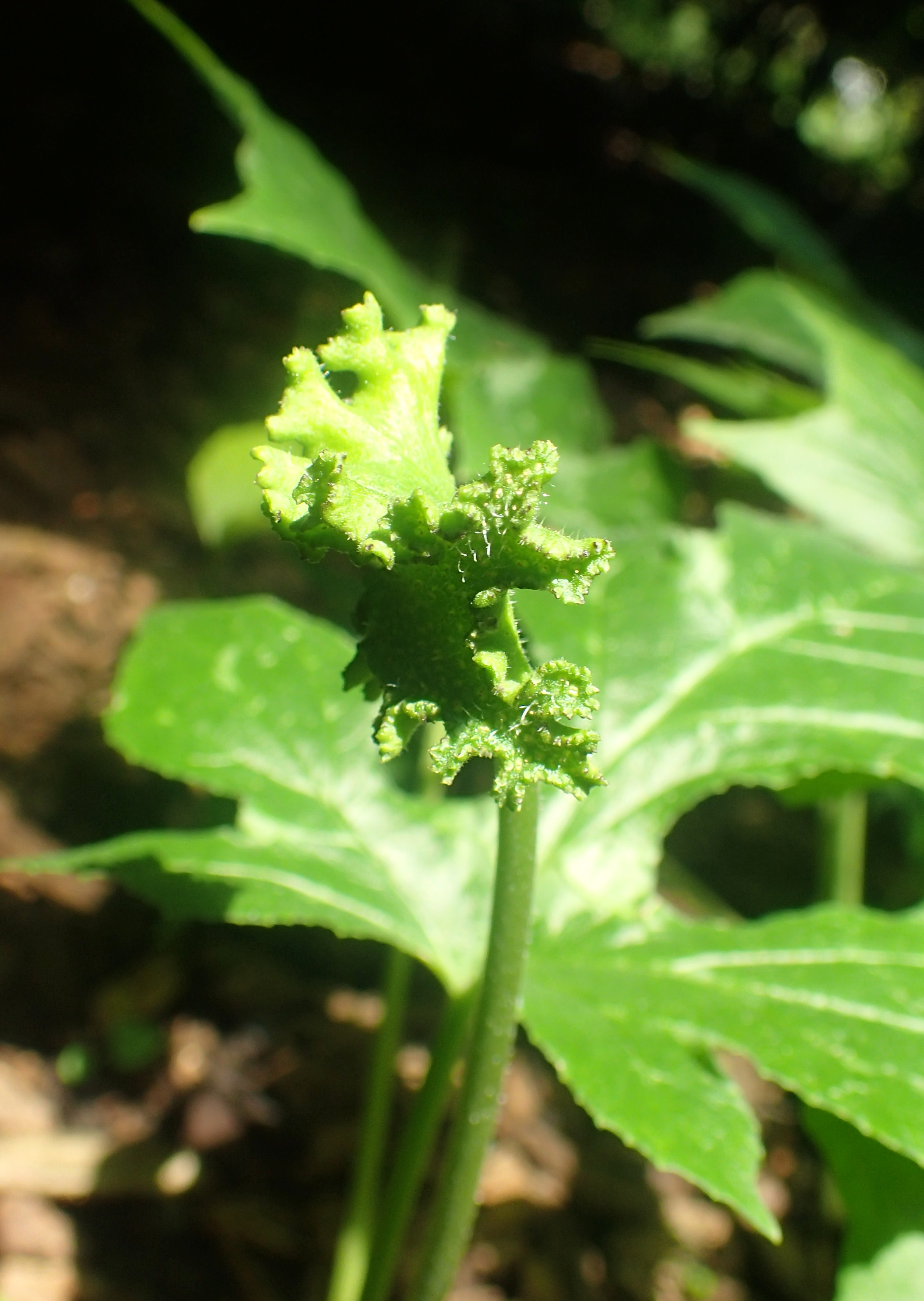
Dorstenia contrajerva
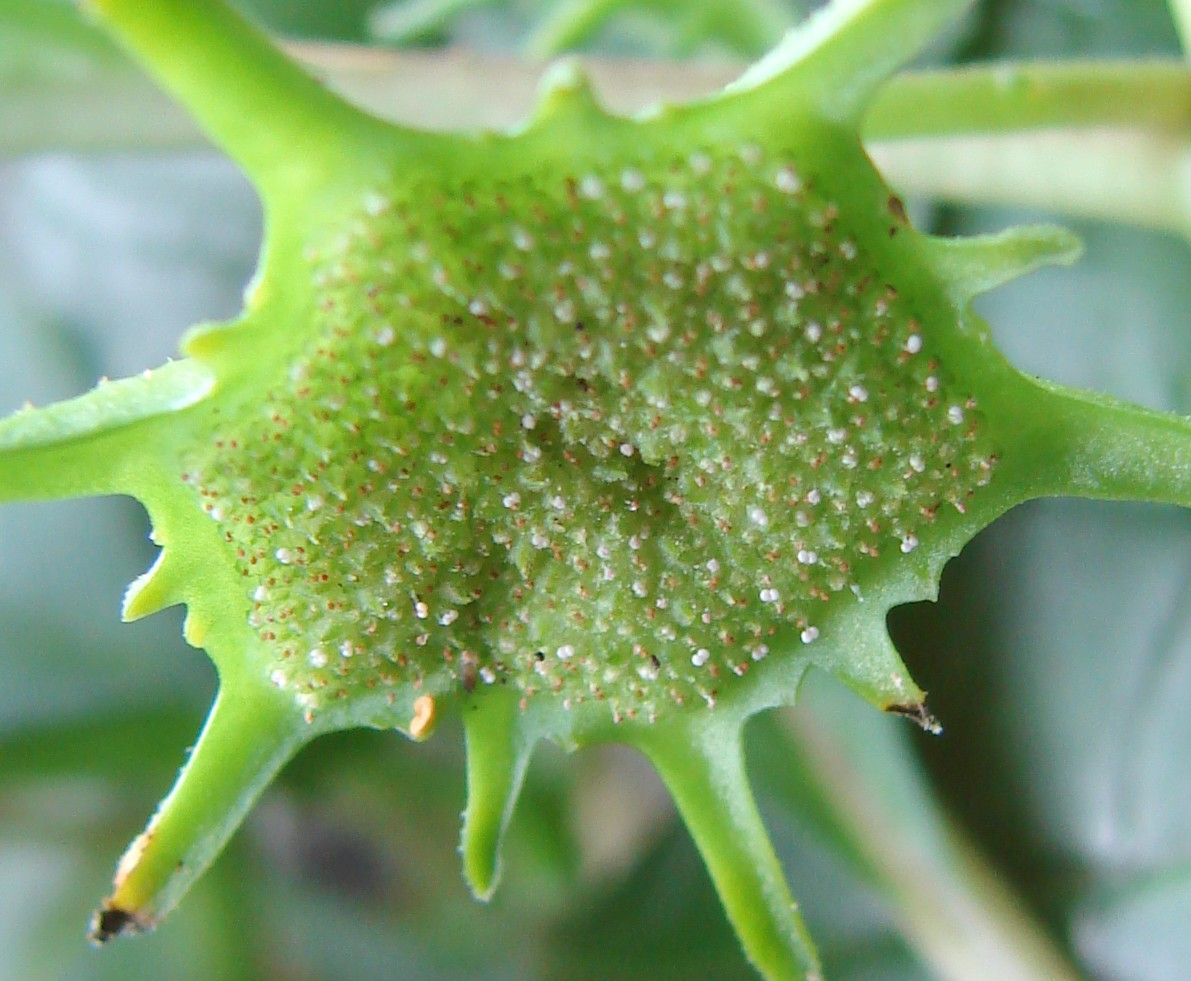
Dorstenia indica